# Кашпірська копальня
Кашпірська копальня – гірничодобувне підприємство у Самарській області Росії, яке здійснює видобуток горючих сланців.
Видобуток горючих сланців почався в Кашпірі восени 1919-го, коли на тлі Громадянської війни у підконтрольних комуністичному уряду виник дефіцит палива. Роботи провадили за допомогою кар’ру та штолень, пробитих у високому правому березі Волги. В 1920-му в Кашпірі отримали 13 тисяч тонн сланців. З остаточною перемогою комуністів стали доступними більш калорійні види палива і в другій половині 1924-го Кашпірський рудник закрили (хоча незначні обсяги горючих сланців продовжували вивозитись для виробництва медичного препарату – іхтіолу).
Повторно за розробку родовища узялись наприкінці десятиліття, при цьому тепер вона мала носити по-справжньому промисловий масштаб – в 1931-му почали будівництво шахти №1, яка в березні 1932-го досягнула перших цільових пластів на глибині 120 метрів. Проєктна потужність шахти становила 3,3 тисячі тонн на добу, проте фактичний показник був суттєво менший і в 1937-му склав 200 тисяч тонн. Більшість видобутих горючих сланців використовувалась як паливо, зокрема, на належній до рудника електростанції потужністю, що на момент введенні в 1933-му мала потужність у 1 МВт, а в 1938-му досягнула показника у 3,5 МВт (ця станція, що з першої половини 1940-х мала серед споживачів електроенергії  Сизранський НПЗ, діяла до 1953-го). Частина продукції рудника використовувалась як сировина на запущеному в тому ж 1932-му сланцепереробний заводі, що мав піч продуктивністю 10 тонн на добу, яка в подальшому була збільшена до 25 тонн. Головним продуктом переробки виступав іхтіол.
В 1942-му видобули 231 тисячу тон, в 1944-му – 221 тисячу тон (із шахти №1 та штолень №1 та №2/4).
В 1945 та 1948 роках почали будівництво шахт №5/6 та №3 з річною потужністю 300 тисяч тонн та 600 тисяч тонн відповідно, при цьому їх введення в експлуатацію припало на 1952 та 1959 роки. Шахта  №5/6 мала два похилі стовбури, досягала глибини у 97 метрів та була збити з шахтним полем шахти №1. На шахті №3 пройшли два вертикальні стовбури, головний з яких досягнув глибини у 234 метри (глибина виробіток сягала 250 метрів). З введенням нових потужностей зростав і видобуток, так, в 1954-му отримали 703 тисячі тонн з шахти №1 та 252 тисячі тонн з шахти №5/6. В 1962 – 1963 роках рудник досягнув максимального видобутку на рівні 1,5 млн тонн на рік.
З 1949-го (із введенням котла №2) великим споживачем продукції копальні стала Сизранська ТЕЦ, потужність якої в 1960-му досягнула 62 МВт та продовжувала зростати (втім, в цей період на ТЕЦ окрім горючих сланців із дуже великою зольністю також почали активно спалювати мазут). 
В 1965-му вивели з експлуатації шахту №1.
В 1990-х Сизранська ТЕЦ отримала нове головне паливо – природний газ, а в 1991-му на кашпірському руднику закрили шахту №5/6. Шахта №3 певний час продовжувала діяти, але у 2001-му була закрита і вона.
Втім, враховуючи попит на іхтіол, у 2005-му на родовищі з берегового відкосу почалась проходка геологорозвідувальних штолень №1 та №2, які з 2007-го були відомі як шахта «Новокашпірська». Цей проєкт реалізовувала компанія «Медхім». У 2022-му почалась підготовка до консервації Новокашпірської шахти, що не могла діяти рентабельно за умови повного виконання вимог законодавства щодо гірничорятувальної служби.